# يوكي كوباياشي
يوكي كوباياشي (باليابانية: 小林 祐希) هو لاعب كرة قدم ياباني في مركز الوسط، ولد في يوم 24 أبريل 1992 في مدينة طوكيو عاصمة اليابان، وسبق له اللعب مع جوبيلو إيواتا وطوكيو فيردي ونادي الخور القطري، في سنة 2016 بدأ باللعب مع منتخب اليابان لكرة القدم يبلغ طوله 182 سم.

## روابط خارجية
- يوكي كوباياشي على موقع رابطة كرة القدم اليابانية للمحترفين (اليابانية)
- يوكي كوباياشي على موقع دوري كوريا الجنوبية (الإنجليزية)
- يوكي كوباياشي على موقع قاعدة بيانات كرة القدم.إي يو (الإنجليزية)
- يوكي كوباياشي على موقع ناشيونال فوتبول تيمز (الإنجليزية)
- يوكي كوباياشي على موقع Soccerway.com (الإنجليزية)
- يوكي كوباياشي على موقع عالم كرة القدم.نت (الإنجليزية)